# 李渭 (北宋)
李渭（979年—1041年），字师望，北宋河阳（今河南省孟州市）人。
宋真宗景德二年进士。官至太常博士。宋仁宗天圣初年，黄河在滑州决口，上治河十策。与张君平并为修河都监，改任为郓州兵马都监。历任军器库副使，知原州、知环州、知庆州。改为益利路兵马钤辖，领惠州刺史，转任东八作使，历任西上閤门使、四方馆使。宝元初年，元昊部将嵬名山遇率家来归宋，并说明元昊想要攻宋，李渭不听，将山遇遣返西夏。元昊果然犯边攻宋，言者归罪于李渭，降为右监门卫将军、白波兵马都监，后来去世。